# Lasar Segall
Pour les articles homonymes, voir Segall.
Lasar Segall ou Lazar Segall est un peintre et sculpteur brésilien d'origine lituanienne né à Vilno (Lituanie) en 1891 et mort à São Paulo (Brésil) en 1957.

## Biographie
Lasar Segall grandit à Vilno dans une famille religieuse dont le père était calligraphiste. De 1905 à 1906, il étudie à l'école des Beaux-Arts de Vilno. En 1907, il arrive à Berlin et suit les cours des Beaux-Arts pendant deux ans. En 1909, il voyage à Amsterdam. En 1910, il quitte Berlin pour Dresde et continue son apprentissage aux Beaux-Arts en qualité de Meister-Schueler (Elève-Maître) avec le privilège d'un atelier individuel, ce qui satisfait son besoin d'indépendance.
En 1911, il entreprend un premier voyage au Brésil et y expose dès 1913. À la déclaration de guerre de 1914, Segall, citoyen russe, est exilé à Meissen. En 1916, il est autorisé à regagner Dresde et accomplit un dernier voyage à Vilno. En 1918, il se marie avec Margarete Quack et publie son premier album de cinq lithographies inspiré d’une nouvelle de Dostoïevski intitulée Krotkaya. En 1919, il participe au groupe secession de Dresde et le Musée de Dresde acquiert une de ses œuvres. La même année paraît un album de lithographies: Souvenirs de Vilno, préfacé par Paul Ferdinand Schmidt. En 1920, il aide Marie Wigman à fonder son école de danse à Dresde. C’est à cette époque qu’il fait la connaissance de Paul Klee. En 1921, il rencontre Wassily Kandinsky, El Lissitzki, Naum Gabo et Alexander Archipenko. La même année, il publie un album de gravures Bubu d’après le livre de Charles-Louis Philippe, Bubu de Montparnasse. 1923 marque son second séjour au Brésil, il s’installe définitivement, acquiert la nationalité brésilienne, se marie en secondes noces avec Jenny Klabin, brésilienne aujourd'hui reconnue pour ses traductions de Molière et de Racine en langue portugaise. Deux fils naîtront de ce mariage. 
Il arrive à Paris en 1928.

## Galerie

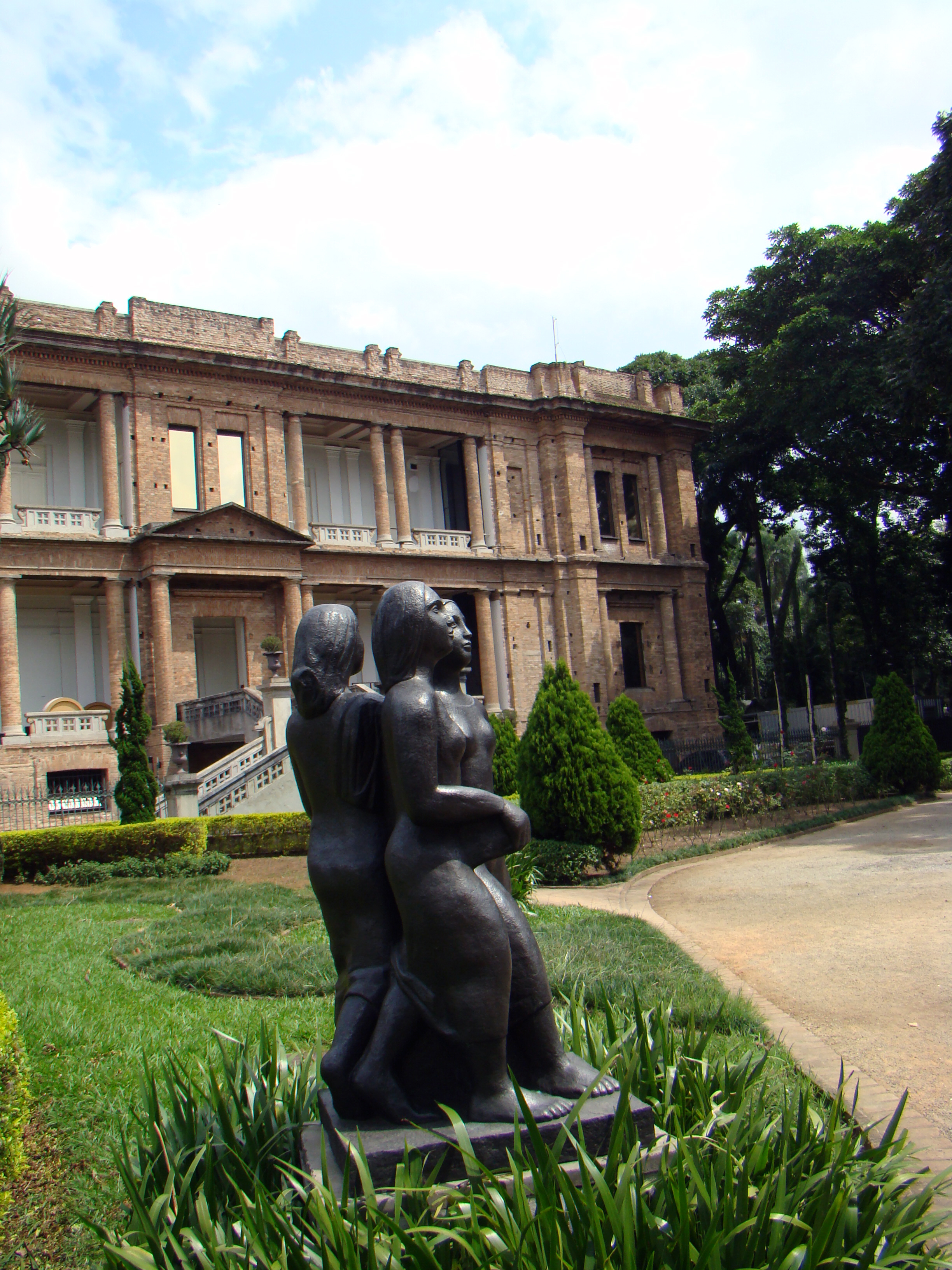
Três Jovens, parc de Luz.
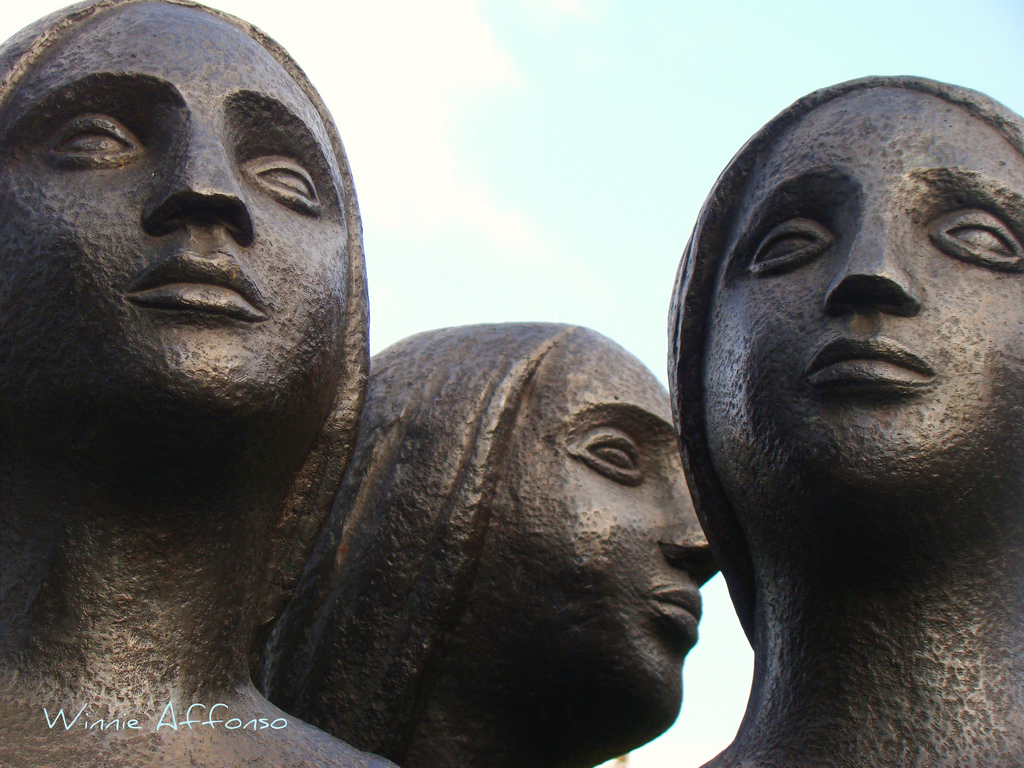
Três Jovens (détail).
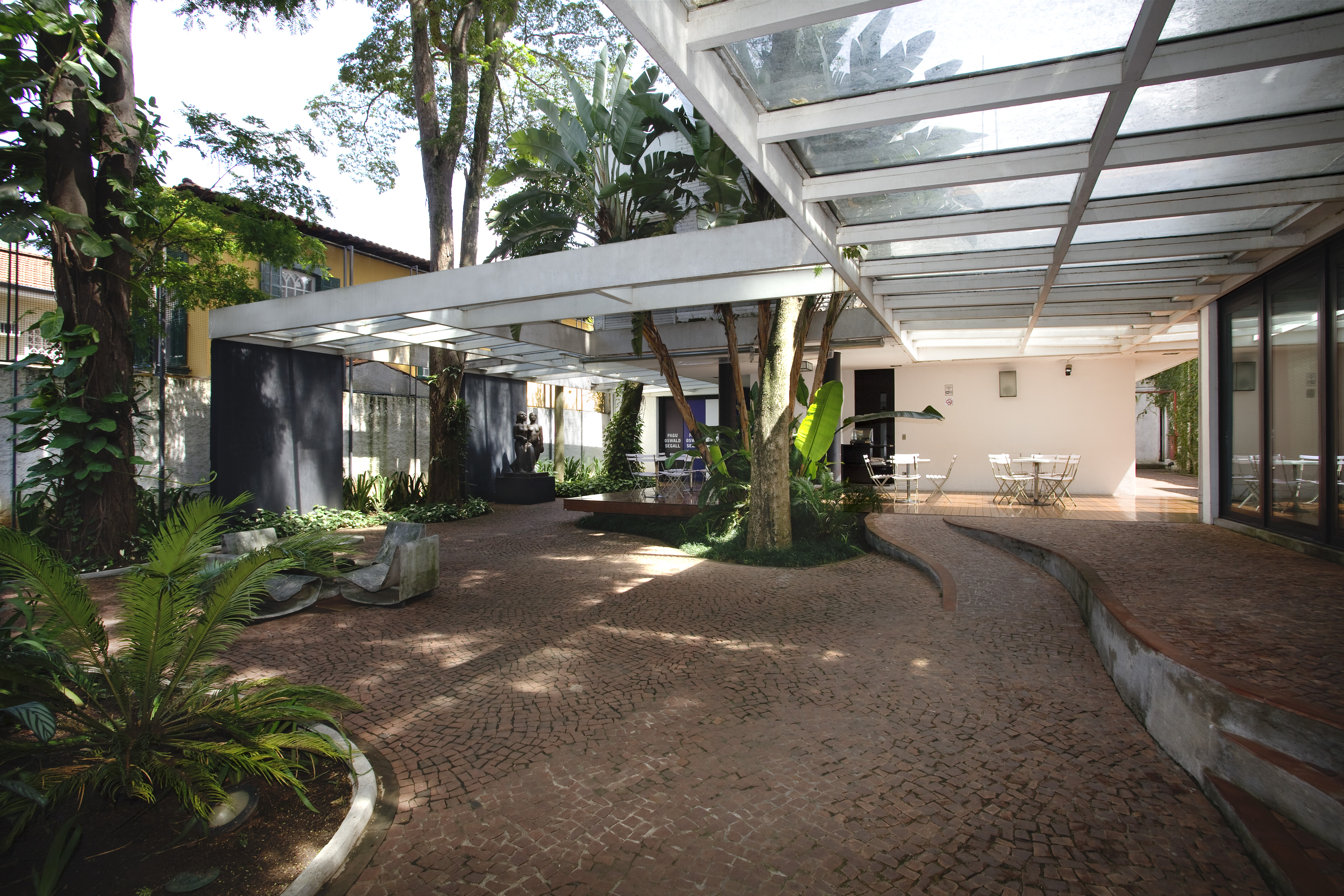
Museu Lasar Segall.

## Élèves
- Lucy Citti Ferreira (1911-2008), de 1935 à 1946[réf. nécessaire].